# Татра T6B5
Татра T6B5 е модел трамвай, произвеждан в няколко разновидности в годините 1985 – 2003 от фирмата ЧКД в Прага, Чехословакия, както и от предприятието „Южмаш“ в Днипро, Украйна под името Татра-Юг, модел T-3M и модификацията К-1. Той е наследник на изключително популярните Татра Т3 и е експортиран в различни страни.

## История
През 1983 година са били произведени два прототипа от трамвайните мотриси Tatra T6B5 с тристорно управление, по поръчка на Русия (СССР). В Русия са били доставени през 1984 година. Серийното производство на T6B5SU достига своя връх през 1988 г. с годишно производство от 365 трамвая.
След провалът на шестосните мотриси Т6МД-1000, произведени от ТРАМКАР за нуждите на новата линия 20, която става първата линия на нормално междурелсие в София се взима решение за поръчка на 37 броя T6B5, които започват работа през 1989 г. и се оказват изключително добре пригодени за условията на експлоатация в града.
Към 2022 г. мотрисите ежедневно се експлоатират по линия 20 в композиции от по два трамвая.

## Разпространение
От 1983 до 2003 г. са произведени 1279 мотриси.

### Беларус
| Град  | Тип    | Година на доставяне | междурелсие | Брой мотриси | Инвентарни номера                         |
| ----- | ------ | ------------------- | ----------- | ------------ | ----------------------------------------- |
| Минск | T6B5SU | 1990 – 1996         | 1524 мм     | 24           | 001 – 025 Инвентарен номер 022 е свободен |

### България
| Град  | Тип   | Година на доставяне | междурелсие | Брой мотриси | Инвентарни номера |
| ----- | ----- | ------------------- | ----------- | ------------ | ----------------- |
| София | T6B5B | 1989                | 1435 мм     | 37           | 4101 – 4137       |

### КНДР
| Град   | Тип   | Година на доставяне | междурелсие | Брой мотриси | Инвентарни номера |
| ------ | ----- | ------------------- | ----------- | ------------ | ----------------- |
| Пхенян | T6B5K | 1990 – 1992         | 1435 мм     | 129          | 1046 – 1174       |

### Латвия
| Град | Тип    | Година на доставяне | междурелсие | Брой мотриси | Инвентарни номера |
| ---- | ------ | ------------------- | ----------- | ------------ | ----------------- |
| Рига | T6B5SU | 1988 – 1990         | 1524 мм     | 62           | 201 – 262         |

### Русия
| Град           | Тип      | Година на доставяне | междурелсие | Брой мотриси | Инвентарни номера                                            |
| -------------- | -------- | ------------------- | ----------- | ------------ | ------------------------------------------------------------ |
| Барнаул        | T6B5SU   | 1985 – 1989         | 1524 мм     | 106          | 1001 – 1032, 3001 – 3209 Има интервали в инвентарните номера |
| Ижевск         | T6B5SU   | 1987 – 1991         | 1524 мм     | 35           | 2001 – 2035                                                  |
|                | T5B6-RA  | 2003                | 1524 мм     | 10           | 2036 – 2045                                                  |
| Екатеринбург   | T6B5SU   | 1987 – 1989         | 1524 мм     | 34           | 357 – 372, 730 – 747                                         |
| Курск          | T6B5SU   | 1987 – 1995         | 1524 мм     | 78           | 009 – 086                                                    |
| Липецк         | T6B5SU   | 1988 – 1989         | 1524 мм     | 45           | 2101 – 2145                                                  |
| Москва         | T6B5SU   | 1984                | 1524 мм     | 2            | 001 – 002                                                    |
| Нижни Новгород | T6B5SU   | 1988 – 1989         | 1524 мм     | 25           | 2901 – 2925                                                  |
| Новосибирск    | T6B5SU   | 1989                | 1524 мм     | 15           | 215 – 228                                                    |
| Орел           | T6B5SU   | 1989 – 1990         | 1524 мм     | 14           | 086 – 099                                                    |
| Ростов на Дон  | T6B5SU   | 1988 – 1989         | 1435 мм     | 40           | 800 – 839                                                    |
| Самара         | T6B5SU   | 1989 – 1993         | 1524 мм     | 48           | 853 – 867, 1003 – 1036 Инвентарен номер 1024 е свободен      |
| Тула           | T6B5SU   | 1988 – 1996         | 1524 мм     | 77           | 13, 14, 17, 18, 23 – 30, 47, 48, 83, 84, 301 – 358           |
| Твер           | T5B6SU   | 1985 – 1988         | 1524 мм     | 35           | 1 – 35                                                       |
| Уфа            | T5B6SU   | 1988                | 1524 мм     | 30           | 1101 – 1130                                                  |
|                | T5B6-MPR | 2007                | 1524 мм     | 4            | 2007 – 2009, 2031                                            |
| Уляновск       | T6B5SU   | 1988 – 1990         | 1524 мм     | 45           | 2173 – 2217                                                  |
| Владикавказ    | T6B5SU   | 1988                | 1524 мм     | 20           | 110 – 129                                                    |
| Волгоград      | T6B5SU   | 1987 – 1989         | 1524 мм     | 20           | 2834 – 2853                                                  |
| Воронеж        | T6B5SU   | 1989                | 1524 мм     | 12           | 105 – 116                                                    |

### Узбекистан
| Град    | Тип    | Година на доставяне | междурелсие | Брой мотриси | Инвентарни номера                                 |
| ------- | ------ | ------------------- | ----------- | ------------ | ------------------------------------------------- |
| Ташкент | T6B5SU | 1991 – 1999         | 1524 мм     | 100          | 2701 – 2757 Не са открити други инвентарни номера |

### Украйна
| Град       | Тип    | Година на доставяне | междурелсие | Брой мотриси | Инвентарни номера                                          |
| ---------- | ------ | ------------------- | ----------- | ------------ | ---------------------------------------------------------- |
| Харков     | T6B5SU | 1988 – 1990         | 1524 мм     | 55           | 1519 – 1573 От 2007 г. инвентарните номера са: 4519 – 4573 |
| Днипро     | T6B5SU | 1996 – 2002         | 1524 мм     | 12           | 3001 – 3012                                                |
| Камянске   | T6B5SU | 1996 – 2000         | 1524 мм     | 5            | 2000 – 2004                                                |
| Донецк     | T6B5SU | 2003                | 1524 мм     | 8            | 3001 – 3008                                                |
| Киев       | T6B5SU | 1985 – 1994         | 1524 мм     | 97           | 001 – 077, 100, 101, 301 – 318                             |
| Кривой рог | T6B5SU | 1993                | 1524 мм     | 1            |                                                            |
| Николаев   | T6B5SU | 2000 – 2001         | 1524 мм     | 3            | 1915, 2001, 2002                                           |
| Одеса      | T6B5SU | 1999                | 1524 мм     | 1            | 7001                                                       |
| Запорожие  | T6B5SU | 1988 – 1996         | 1524 мм     | 50           | 417 – 466                                                  |

Забележка: Това е резюме на нови мотриси, доставени директно от производителя.